# Universidad Afro-Americana de África Central
La Universidad Afro-Americana de África Central (AAUCA) es una institución pública de enseñanza superior, la segunda universidad de la República de Guinea Ecuatorial en África Central.
Cuenta con un campus principal en la Oyala Ciudad de La Paz, provincia de Djibloho.

## Historia
La universidad fue creada el 2 de diciembre de 2015. El campus universitario fue inaugurado el 2 de agosto de 2019. El 27 de enero de 2020 abrió sus puertas a estudiantes nacionales e internacionales.